# ドン・エイゼル
ドン・エイゼル (Donn Fulton Eisele、1930年6月23日 - 1987年12月2日) はアメリカ空軍のテストパイロット、アメリカ航空宇宙局の宇宙飛行士である。1968年のアポロ7号でコマンドモジュールのパイロットを務めた。NASAと空軍を引退後は、アメリカ合衆国平和部隊のタイ王国方面の司令官として活躍し、その後事業を興した。

## 教育
エイゼルはオハイオ州コロンバスで生まれ、1948年にウェスト高校を卒業した。1952年に海軍兵学校を卒業し、1960年にライト・パターソン空軍基地の空軍工科大学で宇宙航行学の修士号を取得した。

## 組織
エイゼルは友愛組織タウ・ベータ・パイの会員であり、またコロンバスのターナー・ロッジ#732に属するフリーメイソンである。

## 受賞など
エイゼルはボーイスカウトでイーグルスカウトであった。
NASA Exceptional Service Medal、Air Force Senior Pilot Astronaut Wings、Distinguished Flying Cross等、NASAや空軍で多くの賞を受賞している。
また、1969年に米国航空宇宙学会でHaley Astronautics Awardを共同受賞し、また同年、National Academy of Television Arts and Sciences Special Trustees Awardも受賞している。

## 空軍と宇宙飛行士
エイゼルは海軍兵学校を卒業したが、アメリカ空軍への就役を選んだ。空軍士官学校は未だ建設中であったため、エイゼルは海軍兵学校、陸軍士官学校、合衆国商船大学を卒業した。（宇宙飛行士の同僚のエドウィン・オルドリン、マイケル・コリンズ、エドワード・ホワイトは陸軍士官学校で空軍の資格を取得した。）エイゼルはニューメキシコ州カートランド空軍基地の空軍特殊兵器センターで技術者、テストパイロットとして働いた。4200時間の飛行を記録し、そのうち3600時間はジェット機であった。

### NASA
エイゼルは、1963年10月にNASAの第3期の宇宙飛行士に選出された。

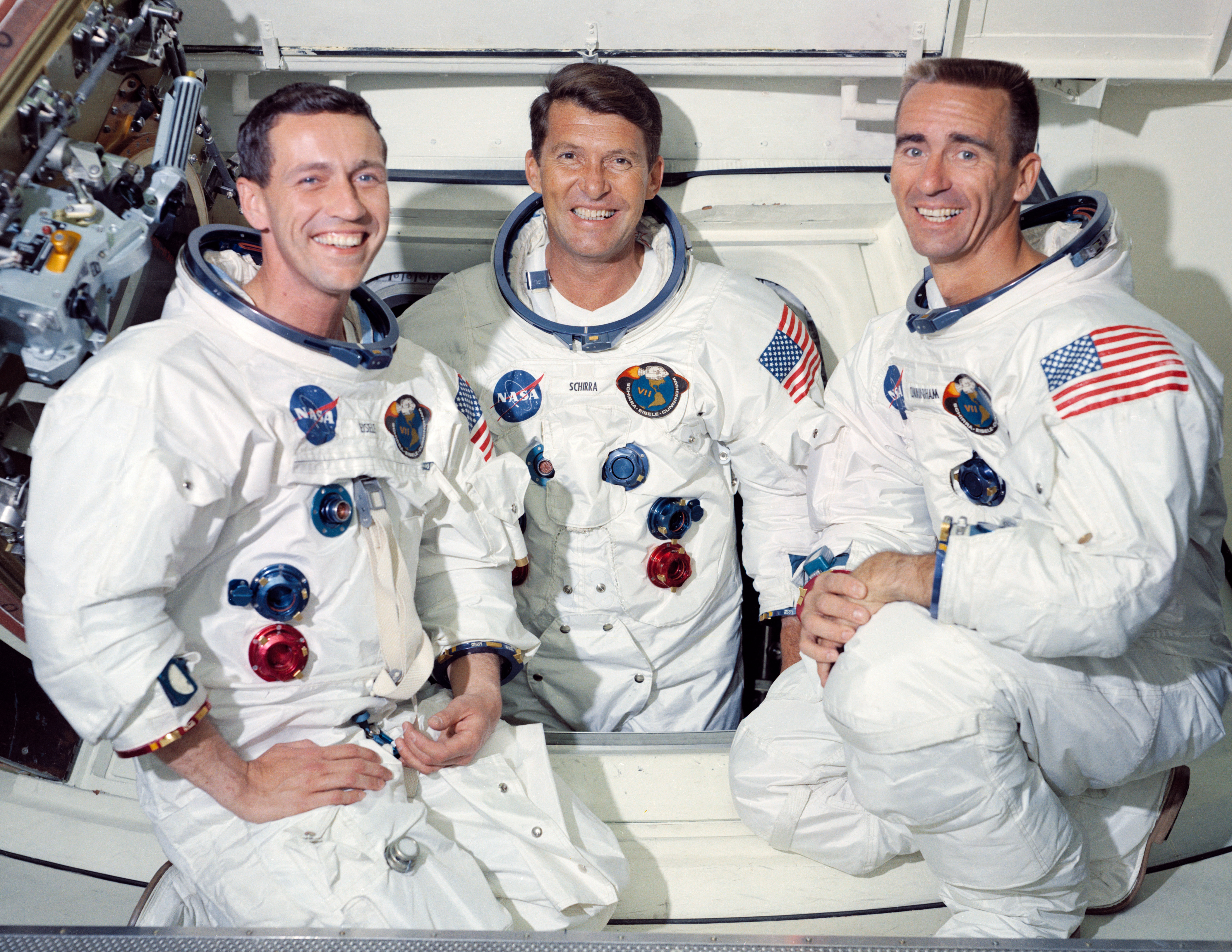
アポロ7号の乗組員：エイゼル（左）、シラー（中央）、カニンガム（右）

1968年10月11日、エイゼルは第3期の宇宙飛行士にとって初めての宇宙飛行となるアポロ7号のコマンドモジュールパイロットに選ばれた。機長のウォルター・シラー、月モジュールパイロットのウォルター・カニンガムとともにエイゼルはサターンIBロケットと月モジュールをランデブーさせた。彼らは8つの試験を成功させ、サービスモジュールの推進エンジンを手動で着火した。彼らはまた宇宙船の全システムの精度を測定し、機上で初めて効率的なテレビの放送も行った。
アポロ7号は、遠点284.3km、近点227.1kmの地球軌道上を飛行した。260時間、725万kmの飛行は、1968年10月22日に大西洋上の空母エセックスから15kmの地点に着陸して終わった。これは予定された地点からわずか0.6kmの誤差であった。エイゼルは宇宙で260時間を過ごした。
エイゼルはまた、1969年のアポロ10号でコマンドモジュールパイロットのバックアップを務めた。エイゼルは1970年に宇宙飛行士室を辞し、NASAのラングレー研究所で有人宇宙飛行のテクニカルアシスタントになった。1972年にはNASAと空軍の両方から退職した。

### NASA以降のキャリア
1972年7月、エイゼルはアメリカ合衆国平和部隊のタイの司令官となった。2年後、タイから戻ると、en:Dresser Industries社の一部門であるMarion Power Shovel Companyのセールスマネージャーとなった。エイゼルはその後、投資会社Oppenheimer & Companyで個人口座、法人口座を扱った。
エイゼルは東京への出張中、心筋梗塞によって57歳で死去した。彼には妻のスーザンと2人の子供、前妻との間の4人の子供がいた。
エイゼルは日本で葬られ、遺灰はアーリントン国立墓地に埋葬された。

### 記念
家族公認のエイゼルの伝記が2007年の本In the Shadow of the Moonに描かれた。
1998年のテレビシリーズ『フロム・ジ・アース/人類、月に立つ』では、ジョン・メーゼがエイゼルの役を演じた。
スーザン・エリーゼ・ブラックは、2007年10月23日に夫の代理で月の石のサンプルをBroward County Main Libraryに寄贈した。フロリダ州フォートローダーデールにある同図書館は、本物の月の石を保有する全米で唯一の図書館となった。月の石は科学館や学校で展示されているhttp://www.broward.org/library/pdfs/newsrlse_moonrock100907.pdf。
2008年、NASAは彼のアポロ7号のミッションへの貢献に対して、NASA Distinguished Service Medalを贈った。